# Kabupaten de Kutai occidental
Le kabupaten de Kutai occidental, en indonésien Kabupaten Kutai Kartanegara, est un kabupaten de la province indonésienne de Kalimantan oriental dans l'île de Bornéo.

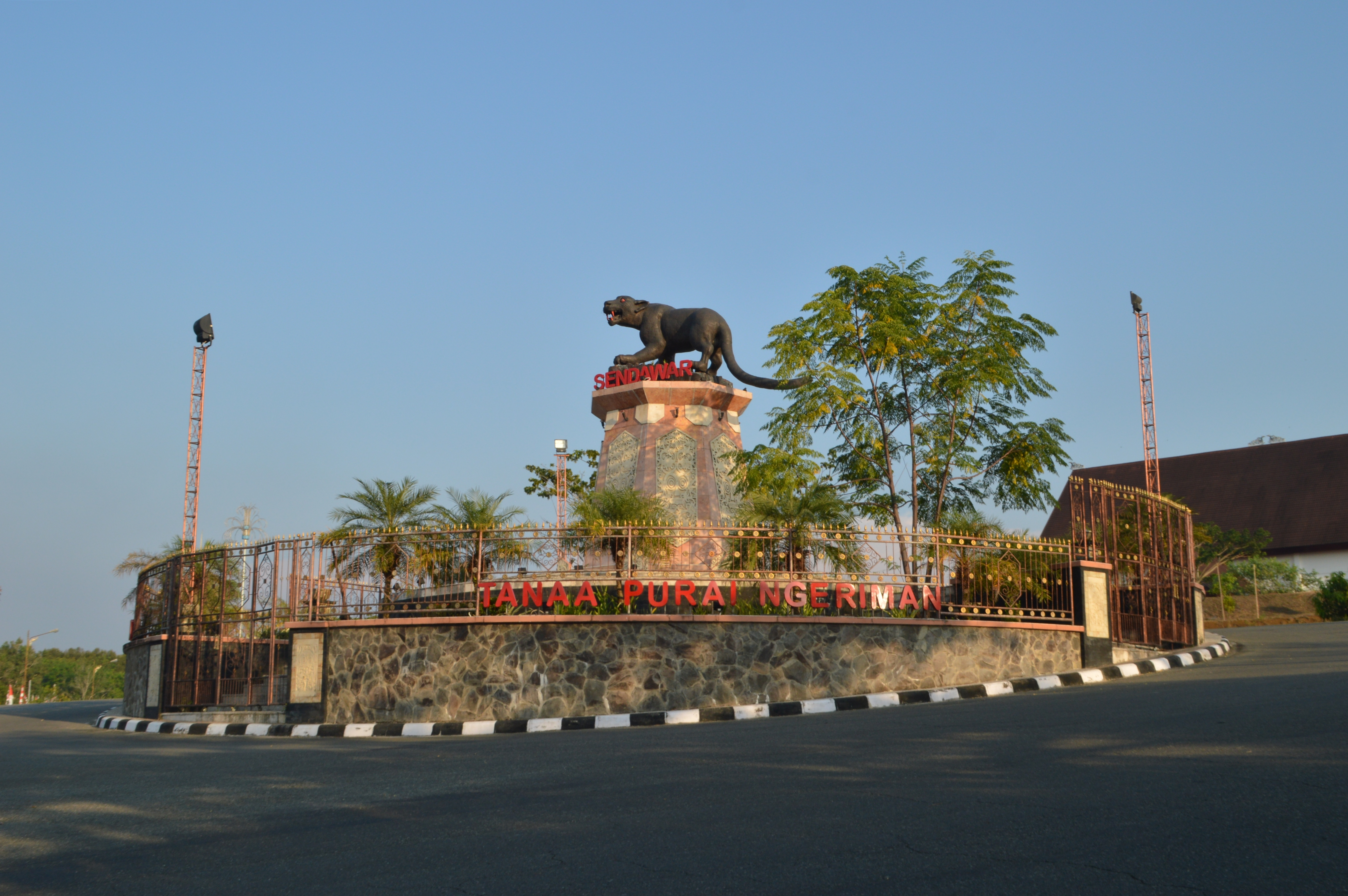
Denkmal à Barong Tongkok